# Explosion d'un camion-citerne à Freetown
 (novembre 2021).
Si vous disposez d'ouvrages ou d'articles de référence ou si vous connaissez des sites web de qualité traitant du thème abordé ici, merci de compléter l'article en donnant les références utiles à sa vérifiabilité et en les liant à la section « Notes et références ».
L'explosion d'un camion-citerne à Freetown survient le 5 novembre 2021 lorsqu'un camion-citerne entre en collision avec un autre poids lourd à Freetown, en Sierra Leone. Le choc provoque une explosion qui fait au moins 131 morts, et une centaine de blessés.

## Contexte
Freetown est une ville portuaire de plus d'un million d'habitants, capitale et plus grande ville de la Sierra Leone. Elle a fait face à plusieurs catastrophes dans le passé. En 2017, de fortes pluies ont déclenché des coulées de boue qui ont fait plus de 1 000 morts. En mars 2021, un important incendie dans l'un des bidonvilles de la ville a fait 80 blessés et plus de 5 000 déplacés.

## Déroulement
La collision et l'explosion qui a suivi se seraient produites à 22 h UTC le 5 novembre à Wellington (en), dans la banlieue de Freetown, à un carrefour à l'extérieur du supermarché Choithram. Du carburant s'est déversé sur le sol avant de s'enflammer, ce qui, selon le maire Yvonne Aki-Sawyerr, a aggravé le bilan humain alors que les gens affluaient pour récupérer l'essence qui s'échappait du véhicule. De nombreuses autres personnes seraient mortes dans leur véhicule, bloquées dans le trafic routier intense.
Des rapports indiquent qu'un bus plein a été « complètement » brûlé et que des magasins et des marchés à proximité ont pris feu après que du carburant s’est répandu dans les rues.

## Conséquences
Au moins 131 personnes sont mortes dans la tragédie qui fait également plus de 100 blessés.
Mohamed Lamrane Bah, directeur de la NMDA, a déclaré que les blessés avaient été transférés dans des hôpitaux et que les corps avaient été récupérés, ajoutant également que les efforts de sauvetage sur les lieux étaient terminés. Plusieurs personnes sont dans un état critique. Selon un membre du personnel de l'unité de soins intensifs de l'hôpital Connaught, environ 30 victimes de brûlures ne devraient pas survivre. Le journaliste Omar Fofana a rapporté que les services de santé et hospitaliers sont sous tension devant l'afflux de personnes blessées.
Le président Julius Maada Bio, qui participait aux pourparlers des Nations unies sur le climat, a présenté ses condoléances et promis son soutien aux familles des victimes. Le vice-président Mohamed Juldeh Jalloh a visité deux hôpitaux.